# Nicolas Dufief
Nicolas Dufief (né à Tournai en 1578 mort à Bruxelles le 20 octobre 1651) est un ecclésiastique belge qui fut évêque désigné d'Arras.

## Biographie
Nicolas Dufief nait à Tournai il est le fils de Jean greffier à l'échevinage de la cité. Il fait ses études de droit à Douai où il devient le doyens des bacheliers. À 26 ans il est Conseiller à la chambre des doyens et sous-doyens et il entre au chapitre de chanoines de Tournai le 7 janvier 1601. Bien qu'il ne soit pas homme d'église il est nommé au canonicat et prébende hospitalier malgré les contestations.  Il est en outre prévôt de l'église collégiale Saint-Quentin de Maubeuge et conseiller du grand conseil de Malines et conseiller d'État au conseil privé de Bruxelles. Le roi Philippe IV d'Espagne le nomme en 1637 évêque d'Arras. Il n'est jamais confirmé par le Saint-Siège pour son épiscopat, lorsque la ville est prise par les troupes du roi Louis XIII il refuse de lui prêter serment de fidélité et Il doit se retirer à Bruxelles où il meurt le 20 octobre 1651. Son corps est ensuite inhumé dans la cathédrale de Tournai.
Après son décès le roi d'Espagne nomme comme évêque d'Arras Ladislas Jonnart et le roi de France roi de France comme administrateur du siège épiscopal Jean-Pierre Camus ancien évêque de Belley. La papauté ne confirme aucun des deux candidats et ce n'est qu'après la mort de Jean-Pierre Camus en 1652 et la désignation de Ladislas Jonnart comme évêque de Saint-Omer que le diocèse d'Arras peut enfin être pourvu lors de la nomination d'Étienne Moreau.

## Source
- Bulletins de la Société Historique et Littéraire de Tournai, volume 7 (1861)

- Ressource relative à la religion :   - Catholic Hierarchy
- Ressource relative à plusieurs domaines :   - ODIS
- Notices d'autorité :   - VIAF
  - IdRef